# Comté de Salt Lake
Le comté de Salt Lake est l'un des vingt-neuf comtés de l’État de l'Utah aux États-Unis. Il porte le nom anglais du Grand Lac Salé. Salt Lake City est le siège du comté, la plus grande ville et la capitale de l'État.

## Villes
Le comté possède 16 cités et une ville (Alta). Ce sont, par ordre alphabétique (avec date d'incorporation) :
- Alta, 1970
- Bluffdale, 1978
- Cottonwood Heights, 2005
- Draper, 1978
- Herriman, 1999
- Holladay, 1999
- Midvale, vers 1900
- Millcreek, 2016
- Murray, 1902
- Riverton, 1946
- Salt Lake City, 1851
- Sandy, 1893
- South Jordan, 1935
- South Salt Lake, 1938
- Taylorsville, 1996
- West Jordan, 1941
- West Valley City, 1980

## Les Forces de l'ordre du comté de Salt Lake
Afin de garantir la sécurité des habitants du comté fut créé le Salt Lake County Sheriff’s Department au milieu du XIXe siècle. Depuis 2009, du personnel du SLCSD a été intégré au sein de l' Unified Police Department of Greater Salt Lake (UPD) qui dispose de son Special Weapons And Tactics (UPD SWAT), toujours prêt à intervenir en cas de situation dangereuses.
L'arme de service des policiers assermentés de l'UPD est le pistolet S&W MP9 (9 mm Luger) qui équipe aussi les membres du SLCSD  remplaçant alors les Beretta 96D calibre .40 et les Glock 17/19/26, calibre 9 mm Luger adoptés dans les années 1990). De son côté, le SWAT utilise en plus des carabines d'assaut type Colt M4 Commando.

## Politique
Lors de l'élection présidentielle américaine de 2008, 49 % des électeurs du comté urbain de Salt Lake votèrent pour John McCain contre 48 % à Barack Obama. 